# Vito Wormgoor
Vito Wormgoor est un footballeur néerlandais, né le 16 octobre 1988 à Leersum aux Pays-Bas. Il joue comme défenseur central.

## Statistiques
| Club          | Saison      | Championnat | Championnat | Coupe  | Coupe | Continental | Continental | Total  | Total |
| Club          | Saison      | Matchs      | Buts        | Matchs | Buts  | Matchs      | Buts        | Matchs | Buts  |
| ------------- | ----------- | ----------- | ----------- | ------ | ----- | ----------- | ----------- | ------ | ----- |
| FC Utrecht    | 2008-2009   | 91          | 0           | —      | —     | —           | —           | 9      | 0     |
| FC Utrecht    | Total       | 9           | 0           | —      | —     | —           | —           | 9      | 0     |
| De Graafschap | 2009-2010   | 30          | 2           | 1      | 0     | —           | —           | 31     | 2     |
| De Graafschap | 2010-2011   | 26          | 0           | 1      | 0     | —           | —           | 27     | 0     |
| De Graafschap | 2011-2012   | 302         | 1           | 3      | 0     | —           | —           | 33     | 1     |
| De Graafschap | Total       | 86          | 3           | 5      | 0     | —           | —           | 91     | 3     |
| ADO Den Haag  | 2012-2013   | 32          | 1           | 2      | 0     | —           | —           | 34     | 1     |
| ADO Den Haag  | 2013-2014   | 25          | 0           | 1      | 1     | —           | —           | 26     | 1     |
| ADO Den Haag  | 2014-2015   | 12          | 0           | —      | —     | —           | —           | 12     | 0     |
| ADO Den Haag  | Total       | 69          | 1           | 3      | 1     | —           | —           | 72     | 2     |
| Bilan total   | Bilan total | 164         | 4           | 8      | 1     | —           | —           | 172    | 5     |

1 Inclus 2 matchs pour les Barrages européens

2 Inclus 2 matchs de play-offs pour la promotion/relégation

## Palmarès
- De Graafschap
  - Vainqueur de la Eerste divisie en 2010
- Crew de Columbus
  - Champion de la Coupe MLS en 2020